# خداداد افشاریان
 خداداد افشاریان  (زادۀ ۲۴ شهریور ۱۳۴۴ در شهرستان گچساران) داور سابق فوتبال اهل ایران است. وی در سال ۱۳۶۹، داوری را شروع کرده و در سال ۲۰۰۳ وارد فهرست فیفا شده‌است. در اسفند ۱۳۹۹ به‌عنوان عضو هیئت رئیسه فدراسیون فوتبال ایران انتخاب شد. او در خرداد ۱۴۰۳ به دلیل فساد در فوتبال از سمتش برکنار و راهی زندان شد.

## شهرآورد تهران
خداداد افشاریان کمک داور چهارم یک شهرآورد تهران بوده است
وی در سال ۱۳۹۰ از دنیای قضاوت خداحافظی کرد. 
| یک بازی که کمک داور چهارم بوده است |              |                        |                                                             |
| دربی                               | تاریخ        | نتیجه بازی             | گروه داوری                                                  |
| شماره ۶۶                           | ۲۵ بهمن ۱۳۸۷ | استقلال ۱ - پرسپولیس ۱ | محسن ترکی -- رضا سخندان -- حسن کامرانی‌فر -- خداداد افشاریان |

منبع 